# Noor Omrani
Noor Omrani (Tilburg, 27 oktober 2000) is een Nederlands hockeyspeelster. Sinds 2024 komt ze uit voor HC Rotterdam.

## Biografie
Omrani begon met hockeyen op zevenjarige leeftijd. Ze hockeyde bij HC Den Bosch en kwam uit voor Jong Oranje. In het seizoen 2021 werd Omrani voor het eerst landskampioen met HC Den Bosch. In 2022 wist zij opnieuw landskampioen te worden. In hetzelfde jaar wist Omrani met Jong Oranje in 2022 wereldkampioen te worden op het WK in Zuid-Afrika.
Na een pauze in haar hockeycarrière is Omrani sinds 2024 weer hockeyspeelster bij HC Rotterdam.

## Televisieoptredens
Naast haar carrière als hockeyster, was Omrani ook in meerdere televisieprogramma's te zien. Zo deed ze mee aan De Alleskunner en won ze het derde seizoen van De Verraders door als getrouwe alle verraders te ontmaskeren.
In 2025 deed ze samen met Billy Dans mee aan het televisieprogramma Code van Coppens: De wraak van de Belgen.

## Persoonlijk
Noor Omrani heeft van 2021 tot 2024 een relatie gehad met Marcus Pedersen, voormalig voetballer van Feyenoord. Toen Pedersen in 2023 naar de Italiaanse club Sassuolo vertrok, volgde Omrani hem naar Italië. Op 20 april 2024 maakte Omrani bekend te vertrekken uit Italië en zich weer te gaan focussen op haarzelf.

## Erelijst
- Jeugd Wereldkampioen 2022 in Zuid-Afrika